# Philip Sandblom
Philip Sandblom   (Chicago, 29 d'octubre de 1903 - Lausana, 21 de febrer de 2001) va ser un regatista suec que va competir durant la dècada de 1920. Posteriorment centrà la seva vida en la medicina i la investigació mèdica. Fou professor de cirurgia a la Universitat de Lund des de 1950 i rector de la mateixa Universitat entre 1957 i 1968.
El 1928 va prendre part en els Jocs Olímpics d'Amsterdam, on va guanyar la medalla de bronze en la regata de 8 metres del programa de vela, a bord del Sylvia, junt a Clarence Hammar, Tore Holm, Wilhelm Törsleff, el seu pare John Sandblom i el seu germà Carl Sandblom.